# Trerichsweiher

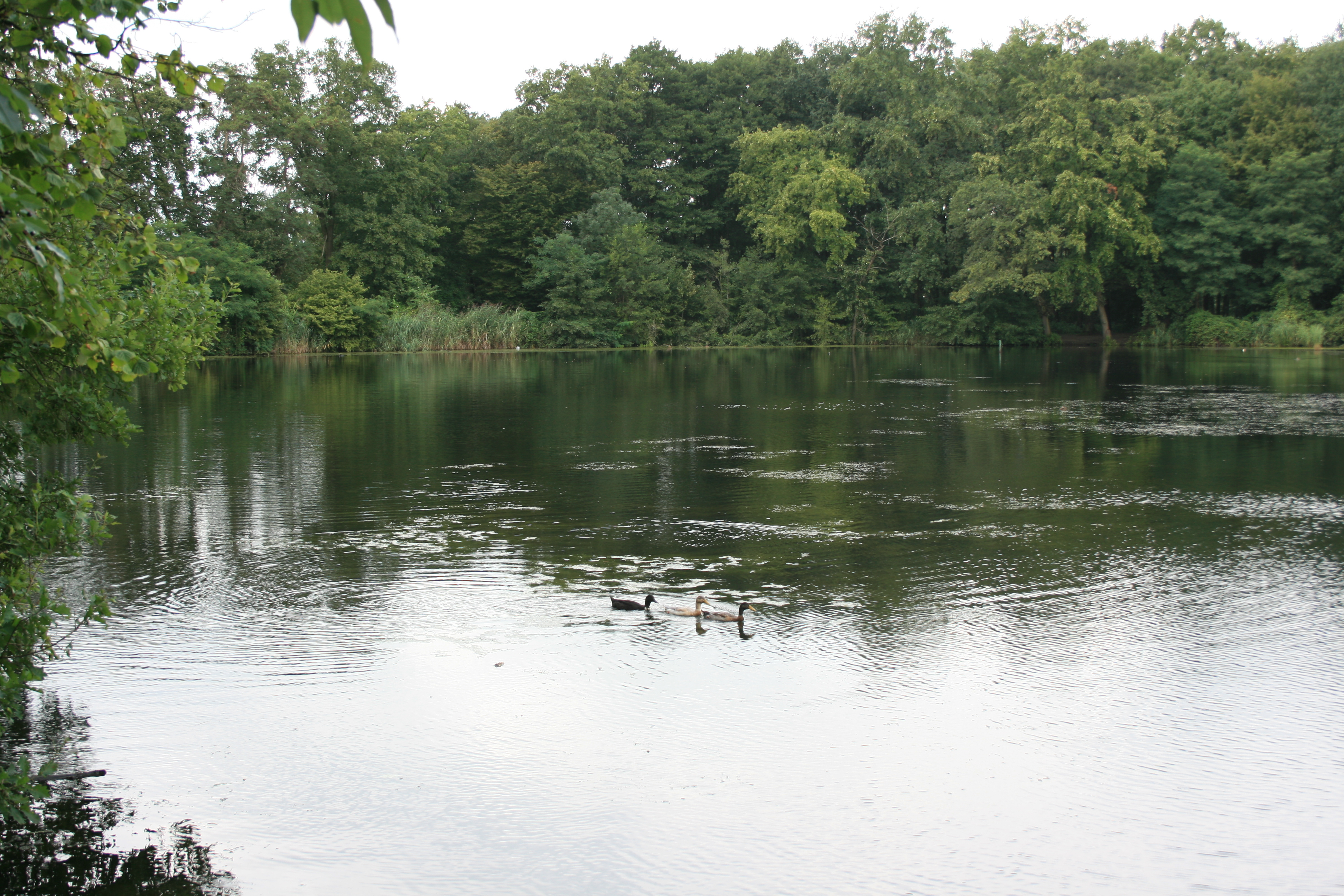
Der Trerichsweiher

Der Trerichsweiher ist ein Teich im Westen der Stadt Siegburg. Er bildet den Kern des Naturschutzgebietes Trerichsweiher.

## Lage
Der Trerichsweiher liegt im Westen des Siegburger Stadtteils Brückberg zwischen der Agger, die die Grenze zu Troisdorf bildet und der B56, welche das Naturschutzgebiet von der Wohnbebauung abgrenzt. Das Naturschutzgebiet liegt in einer Höhe von 55 bis 65 Meter über dem Meeresspiegel.

## Weiher
Der Trerichsweiher ist eine ehemalige Tongrube aus dem 16. Jahrhundert. Er ist ein vier Hektar großer und drei Meter tiefer Teich.
Vor allem durch das Raue Hornblatt, welches im Sommer auf der Wasseroberfläche einen Teppich bildet und somit die Sauerstoffzufuhr vermindert, ist der Weiher ein labiles Biotop.
Daher wurde beispielsweise 2006 durch das THW drei Stunden das Wasser mit zwei 5000 Liter großen Pumpen umgewälzt, um Sauerstoff zuzuführen, 2008 wurde der Hornblattteppich mit einem Mähboot des Wupperverbandes entfernt.

## Naturschutzgebiet
Trerichsweiher ist der Name des 25 Hektar großen Naturschutzgebietes SU16, bzw. 165944 in der World Database on Protected Areas.
2006 wurden am Trerichsweiher 95 beheimatete Vogelarten festgestellt, hiervon 18 aus der Roten Liste. Unter anderem können hier Nilgänse, Kanadagänse, Graugänse, Graureiher, Purpurreiher, Haubentaucher, Reiherenten, Tafelenten, Kormorane und Blässhühner beobachtet werden.
Auch Fischotter sind schon gesehen worden.